# Farmington (Washington)
Farmington es un pueblo ubicado en el condado de Whitman en el estado estadounidense de Washington. En el año 2000 tenía una población de 153 habitantes y una densidad poblacional de 171,9 personas por km².

## Geografía
Farmington se encuentra ubicada en las coordenadas 47°5′26″N 117°2′47″O / 47.09056, -117.04639.

## Demografía
Según la Oficina del Censo en 2000 los ingresos medios por hogar en la localidad eran de $27.250, y los ingresos medios por familia eran $39.063. Los hombres tenían unos ingresos medios de $41.875 frente a los $26.250 para las mujeres. La renta per cápita para la localidad era de $13.099. Alrededor del 7,9% de la población estaban por debajo del umbral de pobreza.